# Mistrovské dílo

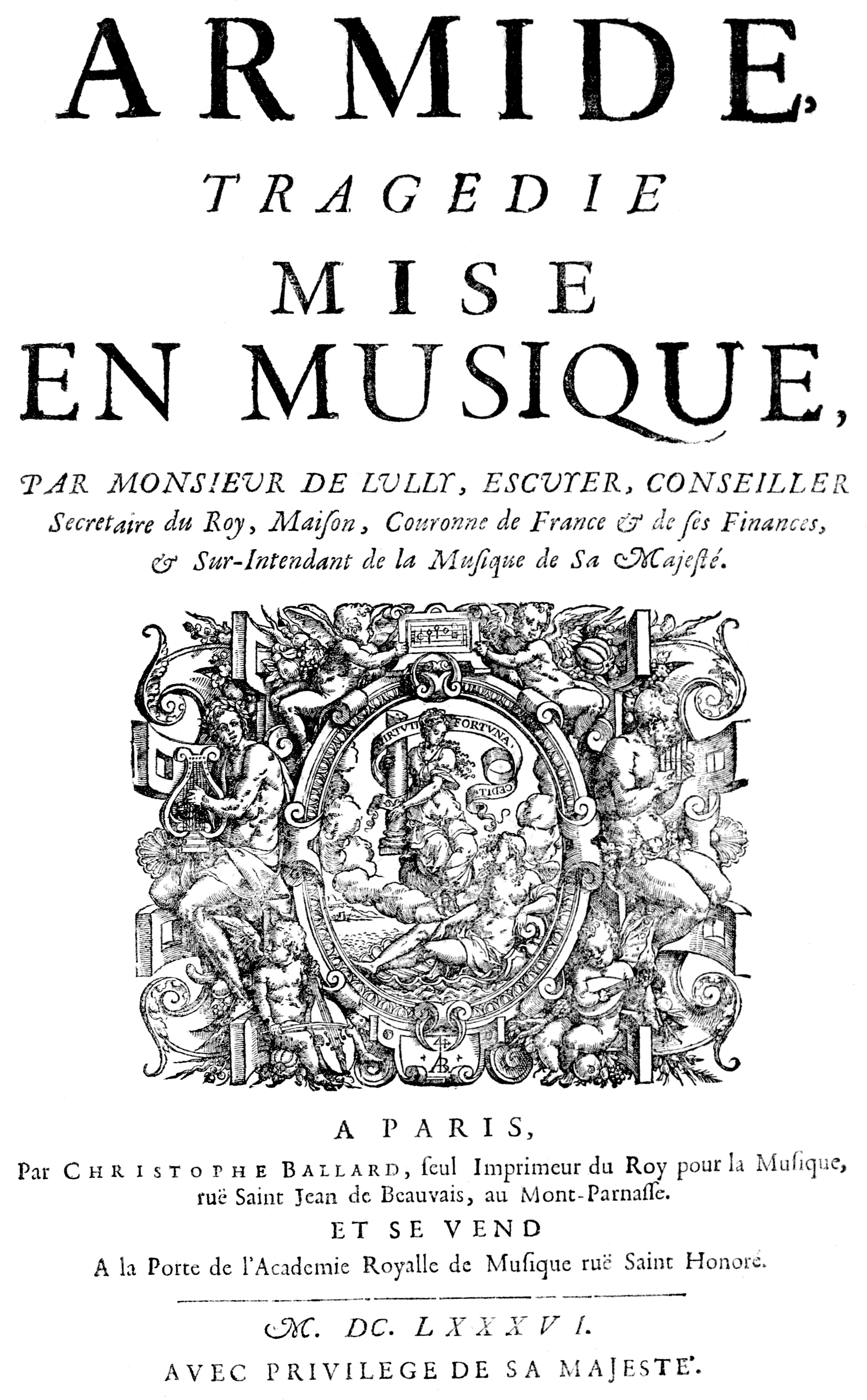
Opera Armida, mistrovské dílo J.-B. Lullyho

Mistrovské dílo (žargonem také majstrštyk, z německého Meisterstück) je v původním významu kvalitní řemeslná práce, kterou musel tovaryš vykonat jako jednu z podmínek toho, aby byl uznán za mistra svého řemesla. 

## Užití
V současnosti se pojem mistrovské dílo používá především jako označení uměleckých děl, která dosahují vynikající kvality a prokazují řemeslnou i myšlenkovou zralost svého autora. V mnoha případech se jedná o autorovo nejlepší dílo či jedno z nejlepších. Díla později vynikajících tvůrčích umělců, která vznikla ještě před dosažením plně profesionální, mistrovské úrovně, se označují jako juvenilie.